# Work Time
Work Time är ett musikalbum av jazzsaxofonisten Sonny Rollins från 1955.

## Låtlista
1. There's No Business Like Show Business (Irving Berlin) – 6:21
2. Paradox (Sonny Rollins) – 5:00
3. Raincheck (Billy Strayhorn) – 6:01
4. There Are Such Things (Stanley Adams/Abel Baer/George W Meyer) – 9:33
5. It's All Right With Me (Cole Porter) – 6:07

## Medverkande
- Sonny Rollins – tenorsaxofon
- Ray Bryant – piano
- George Morrow – bas
- Max Roach – trummor